# Oncocnemis boursini
Oncocnemis boursini är en fjärilsart som beskrevs av Ronkay 1988. Oncocnemis boursini ingår i släktet Oncocnemis och familjen nattflyn. Inga underarter finns listade i Catalogue of Life.